# 8 Ore del Bahrain 2022
La 8 Ore del Bahrain 2022 è un evento di corsa di auto sportive di durata che si è tenuto l'11 novembre presso il Bahrain International Circuit. È stato l'ultimo round della stagione 2022 del Campionato del mondo endurance, undicesima edizione della corsa, la quarta nel formato da otto ore.

## Elenco iscritti
Di seguito l'elenco dei partecipanti:
Il team Glickenhaus come avvenuto nella 6 Ore del Fuji decide di non partecipare al evento, la classe Hypercar sarà composta da soli cinque equipaggi. Il team Peugeot TotalEnergies sostituisce James Rossiter con l'ex pilota del team Vector Sport, Nico Müller sulla vettura numero 94.
Di conseguenza il team Vector Sport conferma Renger van der Zande anche per evento in Bahrein dopo aver già corso la 6 Ore del Fuji, mentre torna René Rast al volante ella vettura numero 31 del Team WRT. Il team ARC Bratislava torna a gareggiare dopo aver saltato l'ultimo evento, insieme al titolare Miroslav Konopka si aggiungono Mathias Beche e Richard Bradley.
Il Team Project 1 numero 56, sostituisce Ollie Millroy e Brendan Iribe con Phillip Hyatt e Gunnar Jeannette
| No. | Squadra               | Auto                | Pneumatici | Pilota 1         | Pilota 2         | Pilota 3           |
| --- | --------------------- | ------------------- | ---------- | ---------------- | ---------------- | ------------------ |
| 7   | Toyota Gazoo Racing   | Toyota GR010 Hybrid | M          | Mike Conway      | Kamui Kobayashi  | José María López   |
| 8   | Toyota Gazoo Racing   | Toyota GR010 Hybrid | M          | Sébastien Buemi  | Brendon Hartley  | Ryō Hirakawa       |
| 36  | Alpine Elf Matmut     | Alpine A480         | M          | Nicolas Lapierre | André Negrão     | Matthieu Vaxivière |
| 93  | Peugeot TotalEnergies | Peugeot 9X8         | M          | Paul di Resta    | Jean-Éric Vergne | Mikkel Jensen      |
| 94  | Peugeot TotalEnergies | Peugeot 9X8         | M          | Nico Müller      | Gustavo Menezes  | Loïc Duval         |

| No. | Squadra                   | Auto            | Pneumatici | Pilota 1               | Pilota 2          | Pilota 3             |
| --- | ------------------------- | --------------- | ---------- | ---------------------- | ----------------- | -------------------- |
| 1   | Richard Mille Racing Team | Oreca 07-Gibson | G          | Charles Milesi         | Lilou Wadoux      | Paul-Loup Chatin     |
| 9   | Prema Orlen Team          | Oreca 07-Gibson | G          | Robert Kubica          | Louis Delétraz    | Lorenzo Colombo      |
| 10  | Vector Sport              | Oreca 07-Gibson | G          | Sébastien Bourdais     | Ryan Cullen       | Renger van der Zande |
| 22  | United Autosports         | Oreca 07-Gibson | G          | Filipe Albuquerque     | Philip Hanson     | Will Owen            |
| 23  | United Autosports         | Oreca 07-Gibson | G          | Alex Lynn              | Oliver Jarvis     | Josh Pierson         |
| 28  | Jota Sport                | Oreca 07-Gibson | G          | Jonathan Aberdein      | Ed Jones          | Oliver Rasmussen     |
| 31  | Team WRT                  | Oreca 07-Gibson | G          | Robin Frijns           | Sean Gelael       | René Rast            |
| 34  | Inter Europol Competition | Oreca 07-Gibson | G          | Alex Brundle           | Jakub Śmiechowski | Esteban Gutiérrez    |
| 35  | Ultimate                  | Oreca 07-Gibson | G          | Jean-Baptiste Lahaye   | François Heriau   | Matthieu Lahaye      |
| 38  | Jota Sport                | Oreca 07-Gibson | G          | António Félix da Costa | Roberto González  | Will Stevens         |
| 41  | RealTeam by WRT           | Oreca 07-Gibson | G          | Rui Andrade            | Norman Nato       | Ferdinand Habsburg   |
| 44  | ARC Bratislava            | Oreca 07-Gibson | G          | Mathias Beche          | Miroslav Konopka  | Richard Bradley      |
| 45  | Algarve Pro Racing        | Oreca 07-Gibson | G          | James Allen            | René Binder       | Steven Thomas        |
| 83  | AF Corse                  | Oreca 07-Gibson | G          | Nicklas Nielsen        | François Perrodo  | Alessio Rovera       |

| No. | Squadra         | Auto                    | Pneumatici | Pilota 1            | Pilota 2              |
| --- | --------------- | ----------------------- | ---------- | ------------------- | --------------------- |
| 51  | AF Corse        | Ferrari 488 GTE Evo     | M          | James Calado        | Alessandro Pier Guidi |
| 52  | AF Corse        | Ferrari 488 GTE Evo     | M          | Antonio Fuoco       | Miguel Molina         |
| 64  | Corvette Racing | Chevrolet Corvette C8.R | M          | Tommy Milner        | Nick Tandy            |
| 91  | Porsche GT Team | Porsche 911 RSR-19      | M          | Gianmaria Bruni     | Richard Lietz         |
| 92  | Porsche GT Team | Porsche 911 RSR-19      | M          | Michael Christensen | Kévin Estre           |

| No. | Squadra               | Auto                     | Pneumatici | Pilota 1          | Pilota 2              | Pilota 3           |
| --- | --------------------- | ------------------------ | ---------- | ----------------- | --------------------- | ------------------ |
| 21  | AF Corse              | Ferrari 488 GTE Evo      | M          | Simon Mann        | Christoph Ulrich      | Toni Vilander      |
| 33  | TF Sport              | Aston Martin Vantage AMR | M          | Ben Keating       | Henrique Chaves       | Marco Sørensen     |
| 46  | Team Project 1        | Porsche 911 RSR-19       | M          | Matteo Cairoli    | Nicolas Leutwiler     | Mikkel O. Pedersen |
| 54  | AF Corse              | Ferrari 488 GTE Evo      | M          | Davide Rigon      | Francesco Castellacci | Thomas Flohr       |
| 56  | Team Project 1        | Porsche 911 RSR-19       | M          | Ben Barnicoat     | Phillip Hyatt         | Gunnar Jeannette   |
| 60  | Iron Lynx             | Ferrari 488 GTE Evo      | M          | Alessandro Balzan | Raffaele Giammaria    | Claudio Schiavoni  |
| 71  | Spirit of Race        | Ferrari 488 GTE Evo      | M          | Gabriel Aubry     | Franck Dezoteux       | Pierre Ragues      |
| 77  | Dempsey-Proton Racing | Porsche 911 RSR-19       | M          | Sebastian Priaulx | Christian Ried        | Harry Tincknell    |
| 85  | Iron Dames            | Ferrari 488 GTE Evo      | M          | Sarah Bovy        | Rahel Frey            | Michelle Gatting   |
| 86  | GR Racing             | Porsche 911 RSR-19       | M          | Ben Barker        | Ricardo Pera          | Michael Wainwright |
| 88  | Dempsey-Proton Racing | Porsche 911 RSR-19       | M          | Jan Heylen        | Patrick Lindsey       | Fred Poordad       |
| 98  | Northwest AMR         | Aston Martin Vantage AMR | M          | Paul Dalla Lana   | David Pittard         | Nicki Thiim        |
| 777 | D'station Racing      | Aston Martin Vantage AMR | M          | Charlie Fagg      | Tomonobu Fujii        | Satoshi Hoshino    |

## Prove Libere

### Prove Libere 1
| #  | Squadra               | Categoria | Auto               | Tempo    |
| -- | --------------------- | --------- | ------------------ | -------- |
| 93 | Peugeot TotalEnergies | Hypercar  | Peugeot 9X8        | 1:50:536 |
| 83 | AF Corse              | LMP2      | Oreca 07-Gibson    | 1:52:144 |
| 92 | Porsche GT Team       | LMGTE Pro | Porsche 911 RSR-19 | 1:58:025 |
| 46 | Team Project 1        | LMGTE Am  | Porsche 911 RSR-19 | 1:59:636 |

### Prove Libere 2
| #  | Squadra               | Categoria | Auto               | Tempo    |
| -- | --------------------- | --------- | ------------------ | -------- |
| 93 | Peugeot TotalEnergies | Hypercar  | Peugeot 9X8        | 1:49:613 |
| 83 | AF Corse              | LMP2      | Oreca 07-Gibson    | 1:51:787 |
| 92 | Porsche GT Team       | LMGTE Pro | Porsche 911 RSR-19 | 1:57:192 |
| 46 | Team Project 1        | LMGTE Am  | Porsche 911 RSR-19 | 1:59:717 |

### Prove Libere 3
| #  | Squadra             | Categoria | Auto                | Tempo    |
| -- | ------------------- | --------- | ------------------- | -------- |
| 7  | Toyota Gazoo Racing | Hypercar  | Toyota GR010 Hybrid | 1:48:384 |
| 31 | WRT                 | LMP2      | Oreca 07-Gibson     | 1:51:792 |
| 91 | Porsche GT Team     | LMGTE Pro | Porsche 911 RSR-19  | 1:57:089 |
| 46 | Team Project 1      | LMGTE Am  | Porsche 911 RSR-19  | 2:00:079 |

## Risultati di gara
Di seguito l'ordine di arrivo:
| Pos. | Classe    | #   | Team                      | Piloti                                                 | Auto                          | Giri |
| ---- | --------- | --- | ------------------------- | ------------------------------------------------------ | ----------------------------- | ---- |
| 1    | Hypercar  | 7   | Toyota Gazoo Racing       | Mike Conway Kamui Kobayashi José María López           | Toyota GR010 Hybrid           | 245  |
| 1    | Hypercar  | 7   | Toyota Gazoo Racing       | Mike Conway Kamui Kobayashi José María López           | Toyota 3.5 L Turbo V6         | 245  |
| 2    | Hypercar  | 8   | Toyota Gazoo Racing       | Sébastien Buemi Brendon Hartley Ryō Hirakawa           | Toyota GR010 Hybrid           | 245  |
| 2    | Hypercar  | 8   | Toyota Gazoo Racing       | Sébastien Buemi Brendon Hartley Ryō Hirakawa           | Toyota 3.5 L Turbo V6         | 245  |
| 3    | Hypercar  | 36  | Alpine Elf Team           | Nicolas Lapierre André Negrão Matthieu Vaxivière       | Alpine A480                   | 243  |
| 3    | Hypercar  | 36  | Alpine Elf Team           | Nicolas Lapierre André Negrão Matthieu Vaxivière       | Gibson GL458 4.5 L V8         | 243  |
| 4    | Hypercar  | 94  | Peugeot TotalEnergies     | Loïc Duval Gustavo Menezes Nico Müller                 | Peugeot 9X8                   | 239  |
| 4    | Hypercar  | 94  | Peugeot TotalEnergies     | Loïc Duval Gustavo Menezes Nico Müller                 | Peugeot 2.6 L Turbo V6        | 239  |
| 5    | LMP2      | 31  | WRT                       | Robin Frijns Sean Gelael René Rast                     | Oreca 07                      | 237  |
| 5    | LMP2      | 31  | WRT                       | Robin Frijns Sean Gelael René Rast                     | Gibson GK428 4.2 L V8         | 237  |
| 6    | LMP2      | 23  | United Autosports USA     | Oliver Jarvis Alex Lynn Josh Pierson                   | Oreca 07                      | 237  |
| 6    | LMP2      | 23  | United Autosports USA     | Oliver Jarvis Alex Lynn Josh Pierson                   | Gibson GK428 4.2 L V8         | 237  |
| 7    | LMP2      | 38  | JOTA                      | António Félix da Costa Roberto González Will Stevens   | Oreca 07                      | 236  |
| 7    | LMP2      | 38  | JOTA                      | António Félix da Costa Roberto González Will Stevens   | Gibson GK428 4.2 L V8         | 236  |
| 8    | LMP2      | 9   | Prema Orlen Team          | Lorenzo Colombo Louis Delétraz Robert Kubica           | Oreca 07                      | 236  |
| 8    | LMP2      | 9   | Prema Orlen Team          | Lorenzo Colombo Louis Delétraz Robert Kubica           | Gibson GK428 4.2 L V8         | 236  |
| 9    | LMP2      | 41  | RealTeam by WRT           | Rui Andrade Ferdinand Habsburg Norman Nato             | Oreca 07                      | 236  |
| 9    | LMP2      | 41  | RealTeam by WRT           | Rui Andrade Ferdinand Habsburg Norman Nato             | Gibson GK428 4.2 L V8         | 236  |
| 10   | LMP2      | 22  | United Autosports USA     | Filipe Albuquerque Philip Hanson Will Owen             | Oreca 07                      | 236  |
| 10   | LMP2      | 22  | United Autosports USA     | Filipe Albuquerque Philip Hanson Will Owen             | Gibson GK428 4.2 L V8         | 236  |
| 11   | LMP2      | 28  | JOTA                      | Jonathan Aberdein Ed Jones Oliver Rasmussen            | Oreca 07                      | 236  |
| 11   | LMP2      | 28  | JOTA                      | Jonathan Aberdein Ed Jones Oliver Rasmussen            | Gibson GK428 4.2 L V8         | 236  |
| 12   | LMP2      | 1   | Richard Mille Racing Team | Paul-Loup Chatin Charles Milesi Lilou Wadoux           | Oreca 07                      | 235  |
| 12   | LMP2      | 1   | Richard Mille Racing Team | Paul-Loup Chatin Charles Milesi Lilou Wadoux           | Gibson GK428 4.2 L V8         | 235  |
| 13   | LMP2      | 10  | Vector Sport              | Sébastien Bourdais Ryan Cullen Renger van der Zande    | Oreca 07                      | 235  |
| 13   | LMP2      | 10  | Vector Sport              | Sébastien Bourdais Ryan Cullen Renger van der Zande    | Gibson GK428 4.2 L V8         | 235  |
| 14   | LMP2      | 83  | AF Corse                  | Nicklas Nielsen François Perrodo Alessio Rovera        | Oreca 07                      | 235  |
| 14   | LMP2      | 83  | AF Corse                  | Nicklas Nielsen François Perrodo Alessio Rovera        | Gibson GK428 4.2 L V8         | 235  |
| 15   | LMP2      | 35  | Ultimate                  | François Heriau Jean-Baptiste Lahaye Matthieu Lahaye   | Oreca 07                      | 235  |
| 15   | LMP2      | 35  | Ultimate                  | François Heriau Jean-Baptiste Lahaye Matthieu Lahaye   | Gibson GK428 4.2 L V8         | 235  |
| 16   | LMP2      | 45  | Algarve Pro Racing        | James Allen René Binder Steven Thomas                  | Oreca 07                      | 235  |
| 16   | LMP2      | 45  | Algarve Pro Racing        | James Allen René Binder Steven Thomas                  | Gibson GK428 4.2 L V8         | 235  |
| 17   | LMGTE Pro | 52  | AF Corse                  | Antonio Fuoco Miguel Molina                            | Ferrari 488 GTE Evo           | 231  |
| 17   | LMGTE Pro | 52  | AF Corse                  | Antonio Fuoco Miguel Molina                            | Ferrari F154CB 3.9 L Turbo V8 | 231  |
| 18   | LMGTE Pro | 64  | Corvette Racing           | Tommy Milner Nick Tandy                                | Chevrolet Corvette C8.R       | 230  |
| 18   | LMGTE Pro | 64  | Corvette Racing           | Tommy Milner Nick Tandy                                | Chevrolet 5.5 L V8            | 230  |
| 19   | LMGTE Pro | 92  | Porsche GT Team           | Michael Christensen Kévin Estre                        | Porsche 911 RSR-19            | 230  |
| 19   | LMGTE Pro | 92  | Porsche GT Team           | Michael Christensen Kévin Estre                        | Porsche 4.2 L Flat-6          | 230  |
| 20   | LMGTE Pro | 91  | Porsche GT Team           | Gianmaria Bruni Richard Lietz                          | Porsche 911 RSR-19            | 230  |
| 20   | LMGTE Pro | 91  | Porsche GT Team           | Gianmaria Bruni Richard Lietz                          | Porsche 4.2 L Flat-6          | 230  |
| 21   | LMGTE Pro | 51  | AF Corse                  | James Calado Alessandro Pier Guidi                     | Ferrari 488 GTE Evo           | 227  |
| 21   | LMGTE Pro | 51  | AF Corse                  | James Calado Alessandro Pier Guidi                     | Ferrari F154CB 3.9 L Turbo V8 | 227  |
| 22   | LMP2      | 44  | ARC Bratislava            | Mathias Beche Richard Bradley Miroslav Konôpka         | Oreca 07                      | 227  |
| 22   | LMP2      | 44  | ARC Bratislava            | Mathias Beche Richard Bradley Miroslav Konôpka         | Gibson GK428 4.2 L V8         | 227  |
| 23   | LMGTE Am  | 46  | Team Project 1            | Matteo Cairoli Nicolas Leutwiler Mikkel O. Pedersen    | Porsche 911 RSR-19            | 226  |
| 23   | LMGTE Am  | 46  | Team Project 1            | Matteo Cairoli Nicolas Leutwiler Mikkel O. Pedersen    | Porsche 4.2 L Flat-6          | 226  |
| 24   | LMGTE Am  | 56  | Team Project 1            | Ben Barnicoat P.J. Hyett Gunnar Jeannette              | Porsche 911 RSR-19            | 226  |
| 24   | LMGTE Am  | 56  | Team Project 1            | Ben Barnicoat P.J. Hyett Gunnar Jeannette              | Porsche 4.2 L Flat-6          | 226  |
| 25   | LMGTE Am  | 85  | Iron Dames                | Sarah Bovy Rahel Frey Michelle Gatting                 | Ferrari 488 GTE Evo           | 226  |
| 25   | LMGTE Am  | 85  | Iron Dames                | Sarah Bovy Rahel Frey Michelle Gatting                 | Ferrari F154CB 3.9 L Turbo V8 | 226  |
| 26   | LMGTE Am  | 33  | TF Sport                  | Henrique Chaves Ben Keating Marco Sørensen             | Aston Martin Vantage AMR      | 226  |
| 26   | LMGTE Am  | 33  | TF Sport                  | Henrique Chaves Ben Keating Marco Sørensen             | Aston Martin 4.0 L Turbo V8   | 226  |
| 27   | LMGTE Am  | 98  | Northwest AMR             | Paul Dalla Lana Nicki Thiim David Pittard              | Aston Martin Vantage AMR      | 226  |
| 27   | LMGTE Am  | 98  | Northwest AMR             | Paul Dalla Lana Nicki Thiim David Pittard              | Aston Martin 4.0 L Turbo V8   | 226  |
| 28   | LMGTE Am  | 86  | GR Racing                 | Ben Barker Riccardo Pera Michael Wainwright            | Porsche 911 RSR-19            | 226  |
| 28   | LMGTE Am  | 86  | GR Racing                 | Ben Barker Riccardo Pera Michael Wainwright            | Porsche 4.2 L Flat-6          | 226  |
| 29   | LMGTE Am  | 54  | AF Corse                  | Nick Cassidy Francesco Castellacci Thomas Flohr        | Ferrari 488 GTE Evo           | 226  |
| 29   | LMGTE Am  | 54  | AF Corse                  | Nick Cassidy Francesco Castellacci Thomas Flohr        | Ferrari F154CB 3.9 L Turbo V8 | 226  |
| 30   | LMGTE Am  | 77  | Dempsey-Proton Racing     | Sebastian Priaulx Christian Ried Harry Tincknell       | Porsche 911 RSR-19            | 226  |
| 30   | LMGTE Am  | 77  | Dempsey-Proton Racing     | Sebastian Priaulx Christian Ried Harry Tincknell       | Porsche 4.2 L Flat-6          | 226  |
| 31   | LMGTE Am  | 60  | Iron Lynx                 | Matteo Cressoni Giancarlo Fisichella Claudio Schiavoni | Ferrari 488 GTE Evo           | 225  |
| 31   | LMGTE Am  | 60  | Iron Lynx                 | Matteo Cressoni Giancarlo Fisichella Claudio Schiavoni | Ferrari F154CB 3.9 L Turbo V8 | 225  |
| 32   | LMGTE Am  | 777 | D'Station Racing          | Charlie Fagg Tomonobu Fujii Satoshi Hoshino            | Aston Martin Vantage AMR      | 225  |
| 32   | LMGTE Am  | 777 | D'Station Racing          | Charlie Fagg Tomonobu Fujii Satoshi Hoshino            | Aston Martin 4.0 L Turbo V8   | 225  |
| 33   | LMGTE Am  | 21  | AF Corse                  | Simon Mann Christoph Ulrich Toni Vilander              | Ferrari 488 GTE Evo           | 225  |
| 33   | LMGTE Am  | 21  | AF Corse                  | Simon Mann Christoph Ulrich Toni Vilander              | Ferrari F154CB 3.9 L Turbo V8 | 225  |
| 34   | LMGTE Am  | 88  | Dempsey-Proton Racing     | Jan Heylen Patrick Lindsey Fred Poordad                | Porsche 911 RSR-19            | 224  |
| 34   | LMGTE Am  | 88  | Dempsey-Proton Racing     | Jan Heylen Patrick Lindsey Fred Poordad                | Porsche 4.2 L Flat-6          | 224  |
| 35   | LMGTE Am  | 71  | Spirit of Race            | Gabriel Aubry Franck Dezoteux Pierre Ragues            | Ferrari 488 GTE Evo           | 224  |
| 35   | LMGTE Am  | 71  | Spirit of Race            | Gabriel Aubry Franck Dezoteux Pierre Ragues            | Ferrari F154CB 3.9 L Turbo V8 | 224  |
| NC   | LMP2      | 34  | Inter Europol Competition | Alex Brundle Esteban Gutiérrez Jakub Śmiechowski       | Oreca 07                      | 231  |
| NC   | LMP2      | 34  | Inter Europol Competition | Alex Brundle Esteban Gutiérrez Jakub Śmiechowski       | Gibson GK428 4.2 L V8         | 231  |
| Rit  | Hypercar  | 93  | Peugeot TotalEnergies     | Paul di Resta Mikkel Jensen Jean-Éric Vergne           | Peugeot 9X8                   | 171  |
| Rit  | Hypercar  | 93  | Peugeot TotalEnergies     | Paul di Resta Mikkel Jensen Jean-Éric Vergne           | Peugeot 2.6 L Turbo V6        | 171  |